# Lê Hữu Đức (thượng tướng)
Lê Hữu Đức (sinh 14 tháng 2 năm 1955) là một chính khách và tướng lĩnh cao cấp trong Quân đội nhân dân Việt Nam, hàm Thượng tướng. Nguyên Thứ trưởng Bộ Quốc phòng Việt Nam (2010-2016), Tư lệnh Quân chủng Phòng Không-Không quân (2006-2010), Sư đoàn trưởng Sư đoàn Phòng không 363. Nguyên Ủy viên Ban Chấp hành Trung ương Đảng Cộng sản Việt Nam, nguyên Ủy viên Quân ủy Trung ương.

## Thân thế và sự nghiệp
Lê Hữu Đức sinh ngày 14 tháng 2 năm 1955.
Quê quán: xã Lương Lỗ, huyện Thanh Ba, tỉnh Phú Thọ.
Trước năm 1997, là Trung đoàn trưởng Trung đoàn tên lửa 285
Năm 1997, bổ nhiệm làm Phó Sư đoàn trưởng kiêm Tham mưu trưởng Sư đoàn Phòng không 363 (Đoàn Phòng Không Hải Phòng), thăng quân hàm Thượng tá
Năm 1999, bổ nhiệm làm Sư đoàn trưởng Sư đoàn Phòng không 363 (thay cho Đại tá Dương Anh Tuấn).
Năm 2003, bổ nhiệm làm Phó Tư lệnh Quân Chủng Phòng Không Không Quân, thăng quân hàm Thiếu tướng.
Năm 2006, bổ nhiệm làm Tư lệnh Quân chủng Phòng Không-Không quân, thăng quân hàm Trung tướng
Năm 2010, bổ nhiệm làm Thứ trưởng Bộ Quốc phòng, Ủy viên Quân ủy Trung ương, Ủy viên Ủy ban Quốc phòng An ninh của Quốc hội, Ủy viên Ban chỉ đạo phòng chống tham nhũng trung ương, Đại biểu Quốc hội tỉnh Khánh Hòa, Chủ tịch HĐQT Ngân hàng TMCP Quân đội.
Năm 2011, Chủ tịch nước trao quyết định thăng quân hàm Thượng tướng
Năm 2016, Lê Hữu Đức nghỉ chờ hưu.

## Lịch sử thụ phong quân hàm
| Cấp bậc | Đại úy | Thiếu tá | Trung tá | Thượng tá | Đại tá | Thiếu tướng | Trung tướng | Thượng tướng |  |  |  |  |  |  |  |  |
|         |        |          |          |           |        |             |             |              |  |  |  |  |  |  |  |  |